# Mimosavej
Mimosavej er en vej i Vanløse hovedsagligt bestående af rækkehusbebyggelse tegnet af Thorkild Henningsen. Rækkehusene blev opført i 1924, og blev samme år præmieret af Københavns Kommune som et smukt eksempel på engelsk-inspirerede rækkehuse. Husenes fredningsværdi er "høj bevaringsværdi"